# Josef Ferstl
Josef Ferstl (Traunstein, 29 december 1988) is een Duitse alpineskiër. Hij vertegenwoordigde zijn vaderland op de Olympische Winterspelen 2018 in Pyeongchang. Hij is de zoon van voormalig alpineskiër Sepp Ferstl.

## Carrière
Ferstl maakte zijn wereldbekerdebuut in februari 2007 in Garmisch-Partenkirchen. In januari 2013 scoorde hij in Wengen zijn eerste wereldbekerpunt. Een maand later behaalde hij in Garmisch-Partenkirchen zijn eerste toptienklassering in een wereldbekerwedstrijd.
Op de wereldkampioenschappen alpineskiën 2015 in Beaver Creek eindigde Ferstl als 22e op de afdaling en als 25e op zowel de Super G als de alpine combinatie. In Sankt Moritz nam hij deel aan de wereldkampioenschappen alpineskiën 2017. Op dit toernooi eindigde hij als achttiende op de afdaling, daarnaast eindigde hij als 25e op de alpine combinatie en als 26e op de Super G. Op 15 december 2017 boekte de Duitser in Val Gardena zijn eerste wereldbekerzege. Tijdens de Olympische Winterspelen van 2018 eindigde Ferstl als 25e op de afdaling en als 27e op de Super G.

## Resultaten

### Olympische Spelen
| Jaar | Plaats      | Resultaten                               |
| ---- | ----------- | ---------------------------------------- |
| 2018 | Pyeongchang | 25e Afdaling 27e Super G DNS2 Combinatie |

### Wereldkampioenschappen
| Jaar | Plaats       | Resultaten                                     |
| ---- | ------------ | ---------------------------------------------- |
| 2015 | Beaver Creek | 22e Afdaling 25e Super G 25e Alpine combinatie |
| 2017 | Sankt Moritz | 18e Afdaling 26e Super G 25e Alpine combinatie |
| 2019 | Åre          | 6e Super G 28e Afdaling                        |

### Wereldbeker
Eindklasseringen
| Seizoen   | Algm | AD  | SG  | SC  |
| --------- | ---- | --- | --- | --- |
| 2012/2013 | 97e  | 40e | -   | 32e |
| 2013/2014 | 129e | -   | 46e | -   |
| 2014/2015 | 67e  | 28e | 45e | 35e |
| 2015/2016 | 95e  | 42e | 35e | -   |
| 2016/2017 | 47e  | 27e | 13e | -   |
| 2017/2018 | 34e  | 31e | 6e  | -   |
| 2018/2019 | 23e  | 14e | 9e  | -   |
| 2019/2020 | 74e  | 26e | 29e | -   |

Wereldbekeroverwinningen
| Datum            | Plaats      | Onderdeel |
| ---------------- | ----------- | --------- |
| 15 december 2017 | Val Gardena | Super G   |
| 27 januari 2019  | Kitzbühel   | Super G   |